# Danh sách di sản văn hóa Tây Ban Nha được quan tâm ở hạt Selva (tỉnh Girona)
Danh sách di sản văn hóa Tây Ban Nha được quan tâm ở hạt Selva (tỉnh Girona).

## Di tích theo thành phố

### A

#### Amer
| Tên               | Dạng            | Địa điểm | Tọa độ                                        | Số hồ sơ tham khảo? | Ngày nhận danh hiệu? | Hình ảnh     |
| ----------------- | --------------- | -------- | --------------------------------------------- | ------------------- | -------------------- | ------------ |
| Lâu đài Estela    | Di tích Lâu đài | Amer     | 41°59′34″B 2°35′32″Đ / 41,992649°B 2,592236°Đ | RI-51-0005789       | 08-11-1988           | Upload image |
| Tháp Sant Climent | Di tích Tháp    | Amer     | 42°00′37″B 2°37′54″Đ / 42,010156°B 2,631566°Đ | RI-51-0005790       | 08-11-1988           | Upload image |

#### Anglés(Anglès)
| Tên            | Dạng            | Địa điểm | Tọa độ                                        | Số hồ sơ tham khảo? | Ngày nhận danh hiệu? | Hình ảnh     |
| -------------- | --------------- | -------- | --------------------------------------------- | ------------------- | -------------------- | ------------ |
| Lâu đài Anglés | Di tích Lâu đài | Anglés   | 41°57′33″B 2°38′26″Đ / 41,959248°B 2,640584°Đ | RI-51-0005791       | 08-11-1988           | Upload image |

#### Arbucias(Arbúcies)
| Tên               | Dạng            | Địa điểm | Tọa độ                                        | Số hồ sơ tham khảo? | Ngày nhận danh hiệu? | Hình ảnh                             |
| ----------------- | --------------- | -------- | --------------------------------------------- | ------------------- | -------------------- | ------------------------------------ |
| Lâu đài Montsoriu | Di tích Lâu đài | Arbucias | 41°47′00″B 2°32′26″Đ / 41,783309°B 2,540604°Đ | RI-51-0005792       | 08-11-1988           | Castillo de Montsoriu · Upload image |
| Tháp Vilarmau     | Di tích Tháp    | Arbucias | 41°50′03″B 2°25′29″Đ / 41,83428°B 2,42478°Đ   | RI-51-0006177       | 08-11-1988           | Torre de Vilarmau · Upload image     |

### B

#### Blanes
| Tên                                              | Dạng             | Địa điểm | Tọa độ                                        | Số hồ sơ tham khảo? | Ngày nhận danh hiệu? | Hình ảnh                                                    |
| ------------------------------------------------ | ---------------- | -------- | --------------------------------------------- | ------------------- | -------------------- | ----------------------------------------------------------- |
| Jardín Botánico Marimurtra                       | Jardín histórico | Blanes   | 41°40′36″B 2°48′07″Đ / 41,676667°B 2,801944°Đ | RI-52-0000047       | 11-07-1995           | Jardín Botánico Marimurtra · Upload image                   |
| Lâu đài San Juan (Blanes)                        | Di tích Lâu đài  | Blanes   | 41°40′44″B 2°47′54″Đ / 41,679011°B 2,798299°Đ | RI-51-0005812       | 08-11-1988           | Castillo de San Juan · Upload image                         |
| Castillo-palacio Vizcondes Cabrera               | Di tích Lâu đài  | Blanes   | 41°40′33″B 2°47′34″Đ / 41,675876°B 2,79289°Đ  | RI-51-0005813       | 08-11-1988           | Castillo-palacio de los Vizcondes de Cabrera · Upload image |
| Tháp Santa Bárbara                               | Di tích Tháp     | Blanes   | 41°40′56″B 2°48′03″Đ / 41,682087°B 2,800896°Đ | RI-51-0005814       | 08-11-1988           | Torre de Santa Bárbara · Upload image                       |
| Lạch San Francisco, S'Augue và Barrio Pescadores | Địa điểm lịch sử | Blanes   |                                               | RI-54-0000042-00001 | 15-09-1972           | Upload image                                                |

#### Breda (Gerona)
| Tên                 | Dạng                 | Địa điểm | Tọa độ                                        | Số hồ sơ tham khảo? | Ngày nhận danh hiệu? | Hình ảnh                              |
| ------------------- | -------------------- | -------- | --------------------------------------------- | ------------------- | -------------------- | ------------------------------------- |
| Casco Antiguo Breda | Khu phức hợp lịch sử | Breda    | 41°45′01″B 2°33′42″Đ / 41,750391°B 2,561706°Đ | RI-53-0000179       | 20-12-1974           | Casco Antiguo de Breda · Upload image |

#### Bruñola(Brunyola)
| Tên             | Dạng            | Địa điểm | Tọa độ                                        | Số hồ sơ tham khảo? | Ngày nhận danh hiệu? | Hình ảnh     |
| --------------- | --------------- | -------- | --------------------------------------------- | ------------------- | -------------------- | ------------ |
| Lâu đài Bruñola | Di tích Lâu đài | Bruñola  | 41°54′17″B 2°41′04″Đ / 41,904747°B 2,684474°Đ | RI-51-0005820       | 08-11-1988           | Upload image |

### C

#### Caldas de Malavella(Caldes de Malavella)
| Tên                              | Dạng            | Địa điểm            | Tọa độ                                        | Số hồ sơ tham khảo? | Ngày nhận danh hiệu? | Hình ảnh                          |
| -------------------------------- | --------------- | ------------------- | --------------------------------------------- | ------------------- | -------------------- | --------------------------------- |
| Baños Romanos                    | Di tích Termas  | Caldas de Malavella | 41°50′17″B 2°48′30″Đ / 41,83818°B 2,80841°Đ   | RI-51-0000557       | 03-06-1931           | Baños Romanos · Upload image      |
| Lâu đài Caldas (Puig Sant Grau)  | Di tích Lâu đài | Caldas de Malavella | 41°50′19″B 2°48′30″Đ / 41,838548°B 2,808341°Đ | RI-51-0005824       | 08-11-1988           | Castillo de Caldas · Upload image |
| Lâu đài Malavella (Sant Maurici) | Di tích Lâu đài | Caldas de Malavella | 41°49′00″B 2°48′00″Đ / 41,816799°B 2,799904°Đ | RI-51-0005825       | 08-11-1988           | Upload image                      |
| Tháp antigues murallas           | Di tích Tháp    | Caldas de Malavella |                                               | RI-51-0005826       | 08-11-1988           | Upload image                      |

### H

#### Hostalrich(Hostalric)
| Tên                                                    | Dạng                        | Địa điểm   | Tọa độ                                        | Số hồ sơ tham khảo? | Ngày nhận danh hiệu? | Hình ảnh                                                       |
| ------------------------------------------------------ | --------------------------- | ---------- | --------------------------------------------- | ------------------- | -------------------- | -------------------------------------------------------------- |
| Quần thể formado por tường thành và Lâu đài Hostalrich | Di tích Kiến trúc phòng thủ | Hostalrich | 41°44′38″B 2°38′01″Đ / 41,744009°B 2,633729°Đ | RI-51-0001452       | 05-06-1963           | Conjunto formado por las murallas y el castillo · Upload image |

### L

#### Lloret de Mar
| Tên                               | Dạng             | Địa điểm      | Tọa độ                                        | Số hồ sơ tham khảo? | Ngày nhận danh hiệu? | Hình ảnh                                  |
| --------------------------------- | ---------------- | ------------- | --------------------------------------------- | ------------------- | -------------------- | ----------------------------------------- |
| Jardines Santa Clotilde           | Jardín histórico | Lloret de Mar | 41°41′28″B 2°49′34″Đ / 41,69106°B 2,82618°Đ   | RI-52-0000048       | 11-07-1995           | Jardines de Santa Clotilde · Upload image |
| Lâu đài Lloret (Lâu đài San Juan) | Di tích Lâu đài  | Lloret de Mar | 41°41′38″B 2°50′21″Đ / 41,693838°B 2,839267°Đ | RI-51-0005943       | 08-11-1988           | Upload image                              |
| Tháp contra piratería             | Di tích Tháp     | Lloret de Mar | 41°41′56″B 2°50′45″Đ / 41,698846°B 2,845696°Đ | RI-51-0005944       | 08-11-1988           | Upload image                              |
| Lloret Mar                        | Địa điểm lịch sử | Lloret de Mar | 41°42′09″B 2°50′59″Đ / 41,7025°B 2,849722°Đ   | RI-54-0000042-00002 |                      | Lloret de Mar · Upload image              |

### M

#### Massanet de la Selva(Maçanet de la Selva)
| Tên               | Dạng            | Địa điểm             | Tọa độ                                        | Số hồ sơ tham khảo? | Ngày nhận danh hiệu? | Hình ảnh                             |
| ----------------- | --------------- | -------------------- | --------------------------------------------- | ------------------- | -------------------- | ------------------------------------ |
| Lâu đài Torcafaló | Di tích Lâu đài | Massanet de la Selva | 41°46′13″B 2°43′16″Đ / 41,770298°B 2,721132°Đ | RI-51-0005950       | 08-11-1988           | Castillo de Torcafaló · Upload image |
| Tháp Cartellá     | Di tích Tháp    | Massanet de la Selva | 41°46′09″B 2°45′29″Đ / 41,769048°B 2,757977°Đ | RI-51-0005951       | 08-11-1988           | Torre de Cartellá · Upload image     |
| Tháp Marata       | Di tích Tháp    | Massanet de la Selva | 41°47′02″B 2°43′07″Đ / 41,783973°B 2,71857°Đ  | RI-51-0005952       | 08-11-1988           | Torre de Marata · Upload image       |

### O

#### Osor
| Tên           | Dạng         | Địa điểm | Tọa độ                                        | Số hồ sơ tham khảo? | Ngày nhận danh hiệu? | Hình ảnh     |
| ------------- | ------------ | -------- | --------------------------------------------- | ------------------- | -------------------- | ------------ |
| Tháp Osor     | Di tích Tháp | Osor     | 41°56′42″B 2°33′23″Đ / 41,945099°B 2,556449°Đ | RI-51-0005973       | 08-11-1988           | Upload image |
| Tháp San Juan | Di tích Tháp | Osor     | 41°56′33″B 2°34′14″Đ / 41,942484°B 2,57042°Đ  | RI-51-0005974       | 08-11-1988           | Upload image |

### R

#### Riells(Riells i Viabrea)
| Tên           | Dạng         | Địa điểm | Tọa độ | Số hồ sơ tham khảo? | Ngày nhận danh hiệu? | Hình ảnh     |
| ------------- | ------------ | -------- | ------ | ------------------- | -------------------- | ------------ |
| Tháp Montfort | Di tích Tháp | Riells   |        | RI-51-0003238       | 21-02-1989           | Upload image |
| Tháp Pega     | Di tích Tháp | Riells   |        | RI-51-0005615       | 08-11-1988           | Upload image |

#### Riudarenas(Riudarenes)
| Tên             | Dạng              | Địa điểm   | Tọa độ                                        | Số hồ sơ tham khảo? | Ngày nhận danh hiệu? | Hình ảnh     |
| --------------- | ----------------- | ---------- | --------------------------------------------- | ------------------- | -------------------- | ------------ |
| Lâu đài Argimon | Di tích Castilllo | Riudarenas | 41°49′50″B 2°38′09″Đ / 41,830585°B 2,635885°Đ | RI-51-0006052       | 08-11-1988           | Upload image |
| Tháp Esparra    | Di tích Tháp      | Riudarenas | 41°49′42″B 2°39′37″Đ / 41,828214°B 2,660201°Đ | RI-51-0006053       | 08-11-1988           | Upload image |

#### Riudellots de la Selva
| Tên        | Dạng         | Địa điểm               | Tọa độ                                       | Số hồ sơ tham khảo? | Ngày nhận danh hiệu? | Hình ảnh     |
| ---------- | ------------ | ---------------------- | -------------------------------------------- | ------------------- | -------------------- | ------------ |
| Tháp Ponça | Di tích Tháp | Riudellots de la Selva | 41°52′44″B 2°48′07″Đ / 41,87889°B 2,801817°Đ | RI-51-0006054       | 08-11-1988           | Upload image |

### S

#### San Felíu de Buxalleu(Sant Feliu de Buixalleu)
| Tên         | Dạng         | Địa điểm              | Tọa độ                                        | Số hồ sơ tham khảo? | Ngày nhận danh hiệu? | Hình ảnh     |
| ----------- | ------------ | --------------------- | --------------------------------------------- | ------------------- | -------------------- | ------------ |
| Tháp Mora   | Di tích Tháp | San Felíu de Buxalleu | 41°45′52″B 2°34′39″Đ / 41,764337°B 2,577491°Đ | RI-51-0006067       | 08-11-1988           | Upload image |
| Tháp Grions | Di tích Tháp | San Felíu de Buxalleu | 41°45′40″B 2°36′35″Đ / 41,760996°B 2,609749°Đ | RI-51-0006068       | 08-11-1988           | Upload image |

#### San Hilario Sacalm(Sant Hilari Sacalm)
| Tên                        | Dạng            | Địa điểm           | Tọa độ                                        | Số hồ sơ tham khảo? | Ngày nhận danh hiệu? | Hình ảnh                            |
| -------------------------- | --------------- | ------------------ | --------------------------------------------- | ------------------- | -------------------- | ----------------------------------- |
| Lâu đài Rovira (Mas Carbó) | Di tích Lâu đài | San Hilario Sacalm | 41°53′01″B 2°28′39″Đ / 41,883633°B 2,477389°Đ | RI-51-0006077       | 08-11-1988           | Upload image                        |
| Lâu đài Saleta             | Di tích Lâu đài | San Hilario Sacalm | 41°53′24″B 2°30′34″Đ / 41,890019°B 2,509501°Đ | RI-51-0006078       | 08-11-1988           | Upload image                        |
| Lâu đài Solterra           | Di tích Lâu đài | San Hilario Sacalm | 41°55′23″B 2°31′59″Đ / 41,923163°B 2,532969°Đ | RI-51-0006076       | 08-11-1988           | Castillo de Solterra · Upload image |
| Tháp Villavecchia          | Di tích Tháp    | San Hilario Sacalm | 41°54′18″B 2°32′23″Đ / 41,905084°B 2,539826°Đ | RI-51-0006079       | 08-11-1988           | Torre Villavecchia · Upload image   |

#### Santa Coloma de Farnés(Santa Coloma de Farners)
| Tên             | Dạng            | Địa điểm               | Tọa độ                                        | Số hồ sơ tham khảo? | Ngày nhận danh hiệu? | Hình ảnh                           |
| --------------- | --------------- | ---------------------- | --------------------------------------------- | ------------------- | -------------------- | ---------------------------------- |
| Lâu đài Farners | Di tích Lâu đài | Santa Coloma de Farnés | 41°51′37″B 2°37′52″Đ / 41,860347°B 2,631211°Đ | RI-51-0006105       | 08-11-1988           | Castillo de Farners · Upload image |

#### Susqueda
| Tên             | Dạng            | Địa điểm | Tọa độ                                        | Số hồ sơ tham khảo? | Ngày nhận danh hiệu? | Hình ảnh                           |
| --------------- | --------------- | -------- | --------------------------------------------- | ------------------- | -------------------- | ---------------------------------- |
| Lâu đài Fornils | Di tích Lâu đài | Susqueda | 42°01′13″B 2°30′54″Đ / 42,020186°B 2,514892°Đ | RI-51-0006119       | 08-11-1988           | Castillo de Fornils · Upload image |

### T

#### Tosa de Mar
| Tên                         | Dạng                               | Địa điểm    | Tọa độ                                        | Số hồ sơ tham khảo? | Ngày nhận danh hiệu? | Hình ảnh                              |
| --------------------------- | ---------------------------------- | ----------- | --------------------------------------------- | ------------------- | -------------------- | ------------------------------------- |
| Bệnh viện San Miguel        | Di tích Kiến trúc dân sự Bệnh viện | Tosa de Mar | 41°43′12″B 2°55′46″Đ / 41,720067°B 2,929403°Đ | RI-51-0005016       | 17-05-1977           | Hospital de San Miguel · Upload image |
| Lạch Bona và Cal Llevador   | Địa điểm lịch sử                   | Tosa de Mar |                                               | RI-54-0000042-00003 |                      | Upload image                          |
| Bảo tàng Municipal Tosa Mar | Di tích Bảo tàng                   | Tosa de Mar |                                               | RI-51-0001357       | 01-03-1962           | Upload image                          |
| Recinto amurallado          | Di tích Tường thành                | Tosa de Mar | 41°43′01″B 2°55′57″Đ / 41,716969°B 2,932593°Đ | RI-51-0000558       | 03-06-1931           | Recinto amurallado · Upload image     |
| Tháp Lạch Salions           | Di tích Tháp                       | Tosa de Mar | 41°45′00″B 2°57′30″Đ / 41,74994°B 2,958308°Đ  | RI-51-0006139       | 08-11-1988           | Torre de Cala Salions · Upload image  |

### V

#### Vidreras(Vidreres)
| Tên              | Dạng            | Địa điểm | Tọa độ                                        | Số hồ sơ tham khảo? | Ngày nhận danh hiệu? | Hình ảnh                            |
| ---------------- | --------------- | -------- | --------------------------------------------- | ------------------- | -------------------- | ----------------------------------- |
| Lâu đài Vidreras | Di tích Lâu đài | Vidreras | 41°47′06″B 2°48′27″Đ / 41,785003°B 2,80763°Đ  | RI-51-0006163       | 08-11-1988           | Castillo de Vidreras · Upload image |
| Tháp Llobet      | Di tích Tháp    | Vidreras | 41°47′14″B 2°48′25″Đ / 41,787146°B 2,807046°Đ | RI-51-0006164       | 08-11-1988           | Upload image                        |

#### Viloví de Oñar(Vilobí d’Onyar)
| Tên                                  | Dạng            | Địa điểm       | Tọa độ                                        | Số hồ sơ tham khảo? | Ngày nhận danh hiệu? | Hình ảnh                          |
| ------------------------------------ | --------------- | -------------- | --------------------------------------------- | ------------------- | -------------------- | --------------------------------- |
| Lâu đài Viloví                       | Di tích Lâu đài | Viloví de Oñar | 41°53′21″B 2°44′34″Đ / 41,889184°B 2,74265°Đ  | RI-51-0006193       | 08-11-1988           | Castillo de Viloví · Upload image |
| Mas Oliver (Edificación fortificada) | Di tích         | Viloví de Oñar | 41°52′44″B 2°45′18″Đ / 41,878853°B 2,755068°Đ | RI-51-0006194       | 08-11-1988           | Upload image                      |
| Tháp Mas Costa                       | Di tích Tháp    | Viloví de Oñar | 41°55′06″B 2°44′02″Đ / 41,918436°B 2,733802°Đ | RI-51-0006195       | 08-11-1988           | Upload image                      |